# Witkowo I
Witkowo I est une localité polonaise située dans la gmina rurale et le powiat de Stargard en voïvodie de Poméranie-Occidentale. Elle se trouve à environ 37 km à l'est de la capitale régionale Szczecin.

## Géographie

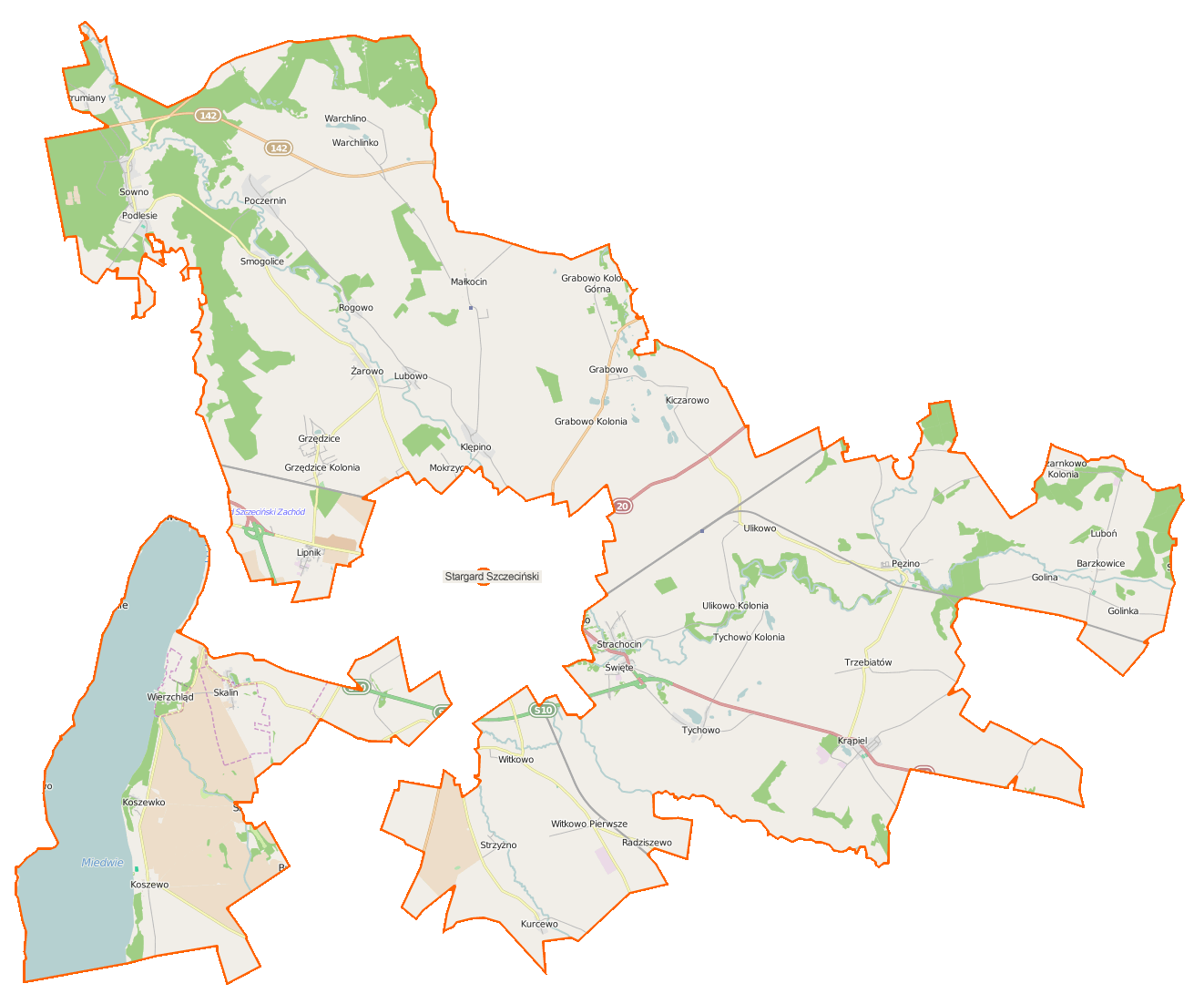
Carte de la gmina de Stargard.

## Histoire
De 1815 à 1945, Wittichow fait partie de l'arrondissement de Pyritz dans le district de Stettin au sein de la province de Poméranie